# Kindertragödie
Kindertragödie è un film del 1928 diretto da Phil Jutzi e Karl Lutz.

## Produzione
Il film fu prodotto dalla Prometheus-Film-Verleih und Vertriebs-GmbH.

## Distribuzione
Venne distribuito in Germania nel gennaio 1928.